# Scudderia
Scudderia is een geslacht van rechtvleugeligen uit de familie sabelsprinkhanen (Tettigoniidae). De wetenschappelijke naam van dit geslacht is voor het eerst geldig gepubliceerd in 1873 door Stål.

## Soorten
Het geslacht Scudderia omvat de volgende soorten:
- Scudderia beckeri Piza, 1967
- Scudderia bivittata Piza, 1976
- Scudderia chelata Piza, 1980
- Scudderia cuneata Morse, 1901
- Scudderia curvicauda De Geer, 1773
- Scudderia dentata Brunner von Wattenwyl, 1878
- Scudderia fasciata Beutenmüller, 1894
- Scudderia furcata Brunner von Wattenwyl, 1878
- Scudderia intermedia Márquez Mayaudón, 1958
- Scudderia mexicana Saussure, 1861
- Scudderia pallens Fabricius, 1787
- Scudderia paraensis Piza, 1980
- Scudderia paronae Griffini, 1896
- Scudderia pistillata Brunner von Wattenwyl, 1878
- Scudderia salesopolensis Piza, 1980
- Scudderia septentrionalis Serville, 1838
- Scudderia surinama Piza, 1980
- Scudderia texensis Saussure & Pictet, 1897
- Scudderia trombetana Piza, 1980
- Scudderia ungulata Scudder, 1898
- Scudderia williamsi Piza, 1974